# Comstock (månkrater)
För andra betydelser, se Comstock.
Comstock  är en nedslagskrater på månens baksida. Comstock  har fått sitt namn efter den amerikanske astronomen George Comstock.

## Satellitkratrar
| Comstock | Latitud | Longitud | Diameter |
| -------- | ------- | -------- | -------- |
| A        | 24.8° N | 121.2° V | 21 km    |
| P        | 20.1° N | 122.7° V | 26 km    |